# Кочемасово
Кочема́сово (рос. Кочемасово, ерз. Кецядэряй) — присілок у складі Темниковського району Мордовії, Росія. Входить до складу Бабеєвського сільського поселення.
Населення — 1 особа (2010; 12 у 2002).
Національний склад (станом на 2002 рік):
- мордва — 100 %